# Kercaszomor
Kercaszomor (szlovénül Krčica-Somorovci) község Vas vármegyében, a Körmendi járásban. 2008. november 20-tól Communitas Fortissima, a „Legbátrabb falu” címet viseli.
1942-ben jött létre Kerca és Szomoróc községek egyesítésével.

## Fekvése
Kercaszomor a magyar-szlovén határon fekszik, Körmendtől 40 kilométerre, az Őrségben. A falu határában folyik a Kis-Kerka vagy más néven Kerca-patak. A mai település egy körülbelül 5 kilométer hosszú, egyutcás falu képét mutatja, mely eredetileg két különálló település volt: Kerca a község keletebbi, Szomoróc a nyugatabbi rész. Közös főutcájuk országos közútként a 74 176-os útszámozást viseli, amely a 7451-es útból ágazik ki Kerca keleti szélén. A két legközelebbi település észak felé Bajánsenye, dél felé pedig Magyarszombatfa.

## Kerca és Szomoróc története
Mindkét község a történeti Őrség falvai közé tartozik. Az Őrség a kora Árpád-korban (a 10-11. században) a határőrizet ellátásában látott el fontos szerepet. A térségben a legkorábbi ismert védmű a Vasvár térségében ma is látható, 10 kilométer hosszú, úgynevezett „római sánc” volt. Áteresztő pontja a Vaskapu, melytől nyugat felé haladva a Katonák útján, a portyák óta használt hadúton juthatunk el az Őrségbe. A legkülső gyepűvonal a Muraszombat (Murska Sobota , Szlovénia) és Regede (Radkersburg, Ausztria) előtti áteresztő pont a Böröce-hegy és a Maláka közötti szűk lapályon határozható meg, amit szintén Vaskapunak neveztek.

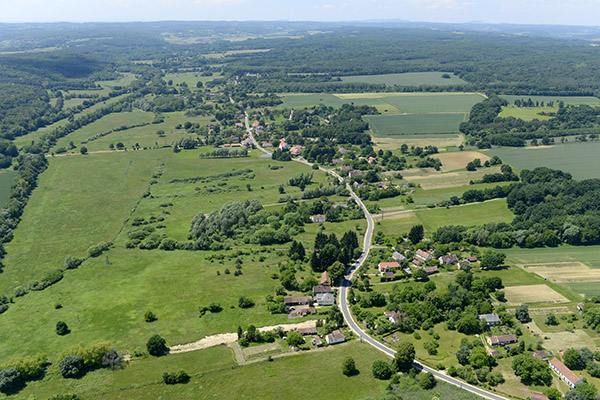
Kercaszomor látképe a magasból

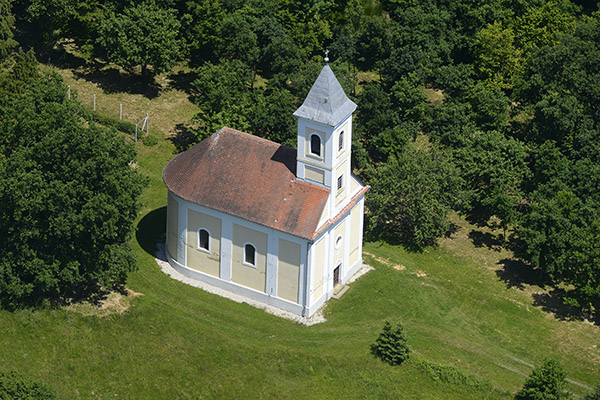
Kercaszomor katolikus templom, légi fotó

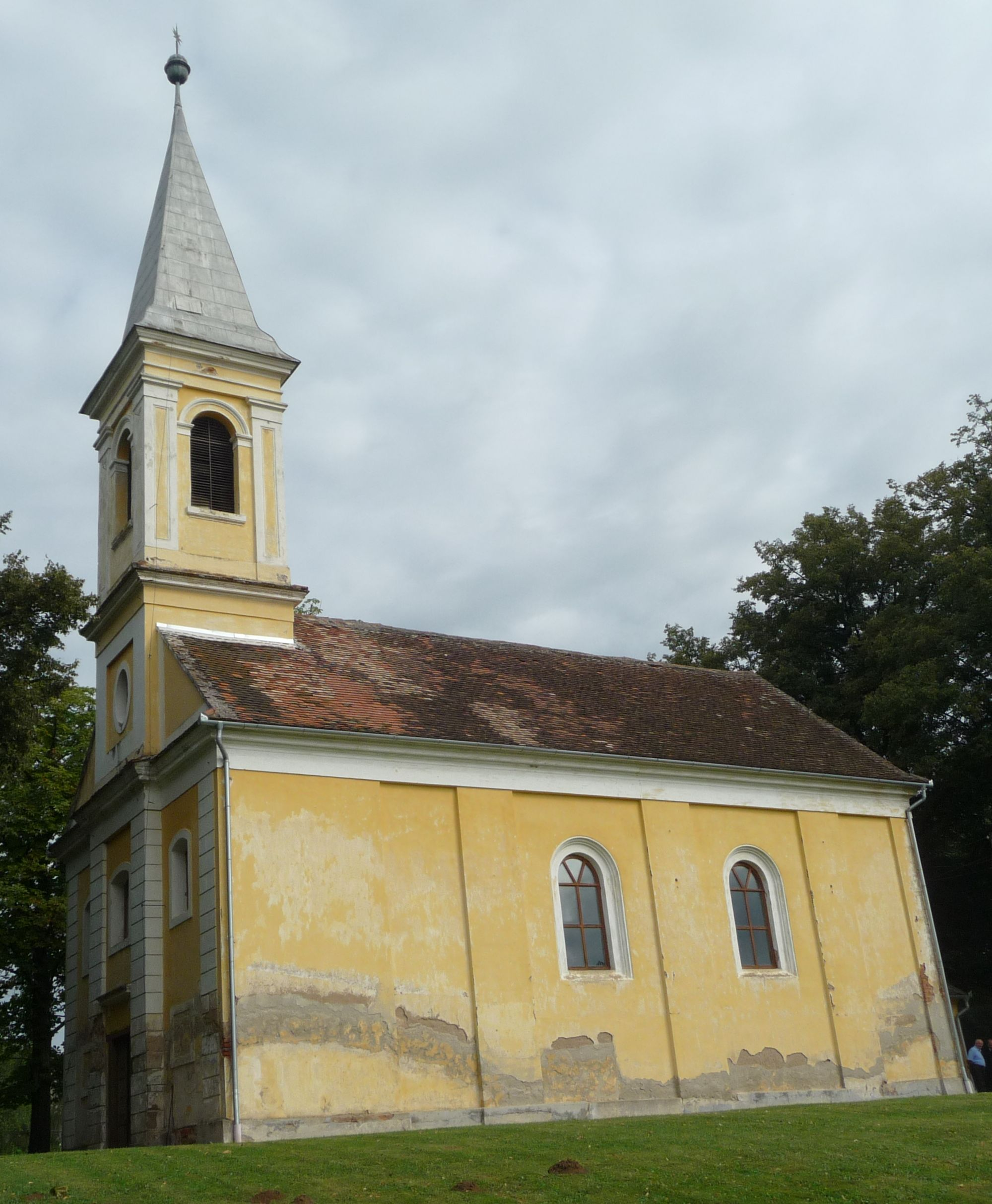
A kercaszomori református templom

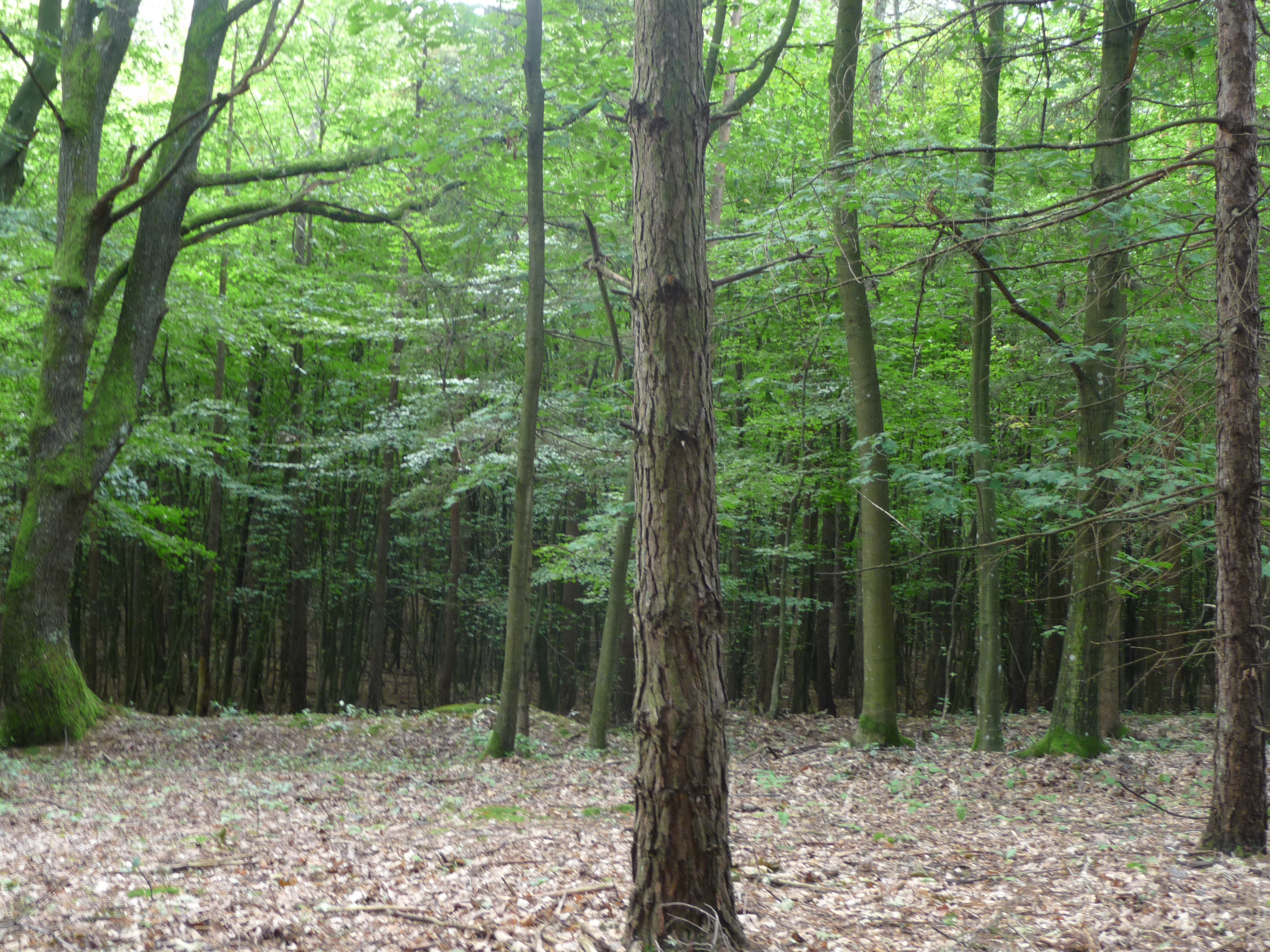
Az alig kivehető földsánc a Szent Vencel templom romjait rejti

A településtől délre található, Pusztatemető nevű helyen, a Szent Vencel templom fontos határpont volt a Kerca-őrök falujának (villa speculatorum Kurchyte) közelében; az Őrség három fő egyházas helyének egyike (Őriszentpéter és Hodos mellett). Kerca falvát egy okirat 1452-ben Kápolnáskerca néven említi.
A Zala, a Kerka és a Kerca patakok menti őrök kiváltságaikat csak részben tudták megőrizni. Falvaikat 1392-ben Zsigmond király a Sárói családnak adományozta, majd 1524-ben a németújvári uradalom részeként a Batthyány család birtokába került. A 16. században a környéket még elkerülte a török hódítás. A század második felében a teljes lakosság a reformáció svájci irányzatának követője lett. Kerca ekkor is megtartotta központi szerepét. 1600-tól, Kanizsa eleste után közel egy évszázadra az Őrség is a török adófizetőjévé vált. A súlyos adók és a gyakori, fogolyszedéssel is járó török portyázások tovább nehezítették a katonáskodó és földművelő lakosság sorsát. (Az őrségi talaj legfeljebb a belévetett mag 2-3 szorosát adta.) A felszabadító harcok újabb demográfiai katasztrófát hoztak, amit súlyosbított a rekatolizált Batthyányiak és a Habsburgok erőszakos protestánsüldözése. Ebből az időszakból (1705) származik az Őrség egyik korai nyelvemléke. Sanyaházi György kercai református prédikátor kéziratban megmaradt prédikációja így kezdődik: „Elpusztultak az Istennek templomi, úgy annyira, hogy rókák és vadak lakják azokat ..."
1732-ben az Őrség protestáns templomait erőszakkal elfoglalták és átadták a katolikusoknak. A következő fél évszázad az ún. árvaság kora: a templom kulcsa átadva a hívek nélküli plébánosnak, a hitükhöz és maradék szabadságukhoz ragaszkodó nyakas kálvinisták pedig Kustánszegre járhattak istentiszteletre, egészen II. József türelmi rendeletéig. A 19. század a viszonylagos béke és gyarapodás időszaka volt, leszámítva a földínségből fakadó egykézés átkos hatásait.
Az 1848-as szabadságharcból a lakosság ugyanúgy kivette a részét, mint annak idején a Rákóczi-felkelésbőlis. A kiváltságokért vívott küzdelem ekkor okafogyottá vált.
Az első világháborúban a két községből 108-an vettek részt, közülük 25-en haltak hősi halált.

### A szomoróci felkelés
Szomorócot 1919. augusztus 12-én, az antant által meghatározott demarkációs vonalat is megsértve megszállták a Szerb–Horvát–Szlovén Királyság csapatai (ez a kisantant csapataitól nem számított egyedi esetnek). A falu lakossága ebben az időben színmagyar (és egységesen református vallású) volt.
1920. augusztus 1-jén a helyi lakosság fegyverrel szállt szembe a betolakodókkal. Az akció 23 órakor indult a Kerca községben állomásozó határőr kirendeltség vezetője, Rankay József hadnagy vezetésével; 17 határőr és a hozzájuk csatlakozó kercai és szomoróczi férfi lakosok részvételével. A megszállókat Domonkosfáig (Domanjševci) űzték. A küzdelemhez szükséges fegyvereket Rankay József határőr főhadnagy adta a határőrség készletéből. A Szomoróczról menekülő megszálló katonák eldobálták fegyvereiket, és a szomoróczi felkelők ezeket is összeszedték. A megszállók azonban többszörös túlerőben voltak, ezért a felkelést órákon belül leverték, és Szomorócz ismét idegen uralom alá került. A határőröket és a kercai felkelőket visszaszorították Kercára, ezért a résztvevők közül meghurcoltatásuk irataiból csak a szomorócziak neve ismerjük:
- Ábrahám Lajos,
- Császár Antal,
- Horváth Sándor,
- Ingiszi Ferenc,
- Kulcsár Antal,
- Papp József,
- Papp Sándor,
- Pongrácz Sándor,
- ifj. Pongrácz Antal,
- Pongrácz Ferenc,
- Pongrácz Dániel.

Egy korabeli jelentés szerint „a beleegyeledett szomoróczi polgári egyéneket rettenetesen elverték és Muraszombatba kísérték. Muraszombatban az utcára néző községi fogdába zárták el őket s minthogy több napon át nem adtak nekik eledelt az éhségtől ordítottak, úgy hogy az ott járó kelő közönség szerzett tudomást a jugoszlávok barbár viselkedéséről. Muraszombati úri asszonyok panaszt emeltek emiatt az ottani rendőrbiztosnál, hogy kulturállamban még a rablógyilkos élelmezéséről is gondoskodnak, ki erre azt választ adta, hogy ezek nem érdemlik meg és úgy is az a céljuk, hogy éhen pusztuljanak. A közönség a szomoróciakat őrző őrséghez fordult, kik emberbaráti érzéstől indíttatva megengedték, hogy titokban élelmezhetik őket”.
A harcokban ugyancsak részt vett határőrök és kercai férfiak neve sajnos nem maradt fenn, vagy eddig nem sikerült felkutatni. Valószínűleg jelentős mértékben a bátor kiállásnak is köszönhetően a Határmegállapító Bizottság úgy döntött, hogy Szomorócot vissza kell adni Magyarországnak. 1922. február 8-án a megszállók kivonultak, és február 9-én Szomoróc csatlakozott az anyaországhoz.
A falu visszatérésének évfordulóját 1923-tól 1948-ig minden évben megünnepelték a Kerca és Szomoróc határán felállított emlékoszlopnál és a közelében ültetett Tisza István emlékfánál. A megszállók kiűzésére emlékeztet a Szomoróc falurészen álló népi haranglábban elhelyezett harang is, amin a következő felirat olvasható:
„Jugoszláv uralom alóli felszabadulás emlékére szerezte SZOMORÓCZ község lakossága 1922. évében.”

### Communitas Fortissima
A kisantant csapatai által megszállt magyar települések közül csak Balassagyarmaton kelt fel ellenük a szomorócihoz hasonló módon a lakosság. Ennek elismeréseképpen Balassagyarmat ezért megkapta a „Civitas Fortissima” (legbátrabb város) címet. Zsiga Tibor történész kezdeményezésére Kercaszomor képviselőtestülete 2002 februárjában rendeletet alkotott arról, hogy kéri a falunak a „Communitas Fortissima”, a (legbátrabb falu) címet. Kérvényüket a Vas megyei közgyűlés támogatásával terjesztették a Belügyminisztérium elé. Addig is a 2002. augusztus 1-i falunapon felavatták a felkelés Szervátiusz István alkotta emlékművét, a Vas Megyéért Egyesület pedig megítélte a falunak a „Vas Megye Legbátrabb Községe” címet. A magyar országgyűlés 2006-ban még elutasította a választókerület képviselője, V. Németh Zsolt indítványát, de 2008. október 27-én, november 20-i hatályú emléktörvényével odaítélte a községnek a Communitas Fortissima címet.
"... Az Országgyűlés fejet hajt Kercaszomor lakóinak, a falujuk Magyarországhoz tartozása érdekében indított, 1920-as fegyveres felkelésben tanúsított bátor magatartása előtt, azért az alábbi törvényt alkotja:
1. § Az Országgyűlés Kercaszomor védőinek tántoríthatatlan bátorságát – örök emlékezetül – törvénybe iktatja.
2. § Az Országgyűlés Kercaszomor községnek a "Legbátrabb falu"" ("Communitas Fortissima") címet adományozza.
3. § Kercaszomor község címere a "Communitas Fortissima" jelszóval egészül ki. ..."

### Egyéb történelmi érdekességek
2011-ben itt mérték az ország legmagasabb éves csapadékösszegét, amely 756 mm volt.

## Közélete

### Polgármesterei
- 1990–1994: Laczó Boldizsár (független)[8]
- 1994–1998: Kulcsár Antal (független)[9]
- 1998–2001: Kulcsár Antal (független)[10]
- 2001–2002: Kapornaky Sándor (független)[11][12]
- 2002–2006: Kapornaky Sándor (független)[13]
- 2006–2010: Kapornaky Sándor (független)[14]
- 2010–2014: Kapornaky Sándor (független)[15]
- 2014–2019: Kapornaky Sándor (független)[16]
- 2019–2024: Kapornaky Sándor (független)[17]
- 2024– : Kapornaky Sándor (független)[1]

A településen 2001. április 22-én időközi polgármester-választást tartottak, az előző polgármester lemondása miatt.

## Népesség
A település népességének változása:
| Lakosok száma | 203  | 200  | 198  | 163  | 195  | 176  | 180  |
|               | 2013 | 2014 | 2015 | 2021 | 2022 | 2023 | 2024 |

A 2011-es népszámlálás során a lakosok 95,9%-a magyarnak, 0,5% cigánynak mondta magát (4,1% nem nyilatkozott; a kettős identitások miatt a végösszeg nagyobb lehet 100%-nál). A vallási megoszlás a következő volt: római katolikus 29,5%, református 49,2%, evangélikus 5,2%, felekezet nélküli 3,6% (12,4% nem nyilatkozott).
2022-ben a lakosság 87,7%-a vallotta magát magyarnak, 1% németnek, 0,5% ruszinnak, 0,5% szlovénnek, 3,6% egyéb, nem hazai nemzetiségűnek (11,3% nem nyilatkozott; a kettős identitások miatt a végösszeg nagyobb lehet 100%-nál). Vallásuk szerint 34,4% volt református, 20,5% római katolikus, 2,6% evangélikus, 1% egyéb keresztény, 8,7% felekezeten kívüli (32,3% nem válaszolt).

## Nevezetességei
- Református harangláb a szomoróci falurészen (1877)
- Református templom

Az 1732-ben a katolikusoknak átadott és ezzel hívek nélkül maradt (a régi temetőben álló) régi kercai templom állapota 1788-ra erősen leromlott. A református egyházközség újraszervezése (1782) után a romos templomot a falu lakosai a plébános tiltakozása ellenére lebontották tégláit az új, református templom építéséhez (1788–1790) használták fel (Pataky, 1990). Az építők közül csak Nist Pál kőszegi ácsmester neve maradt fenn.

### Képek

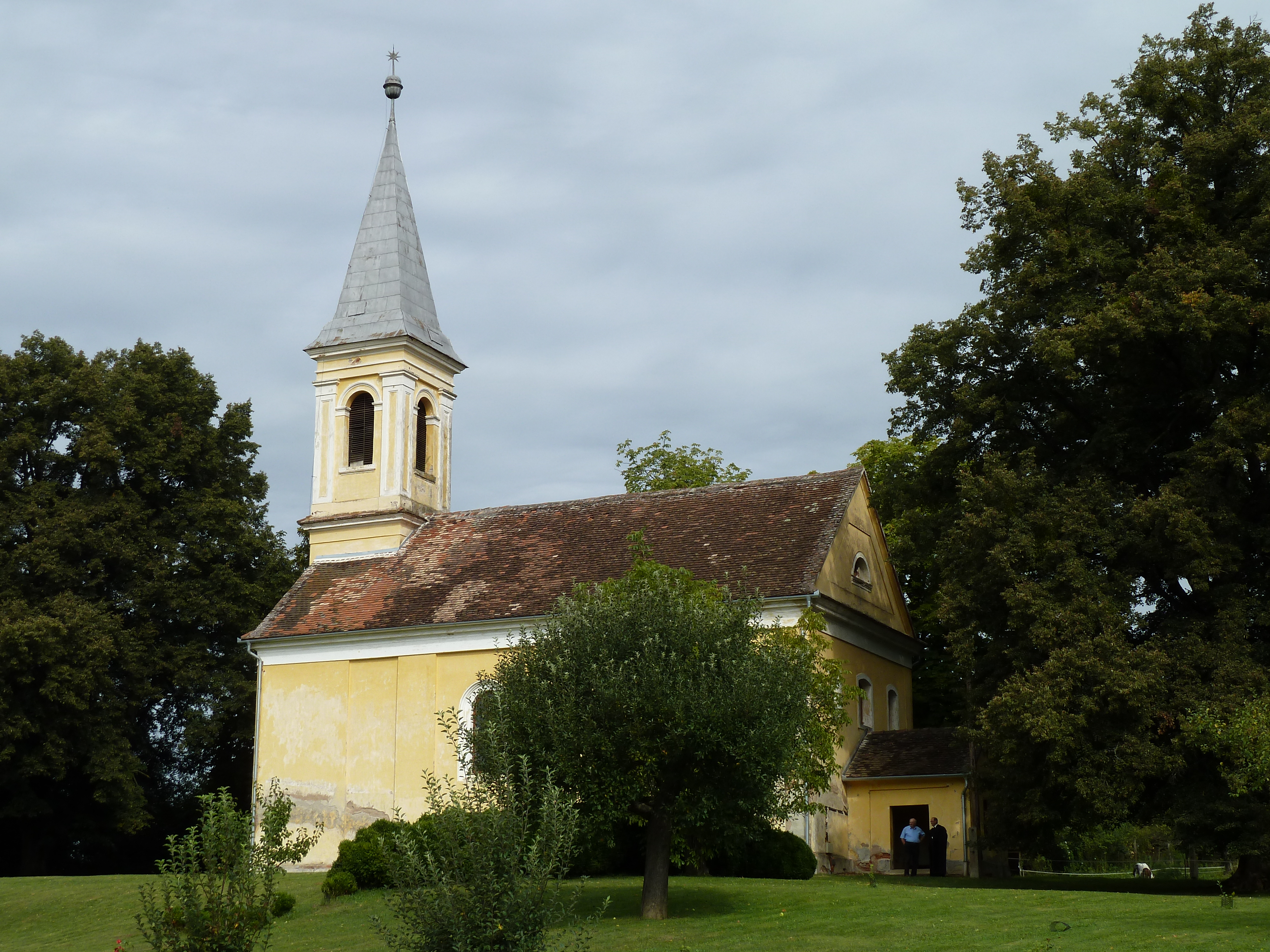
A református templom hátulról
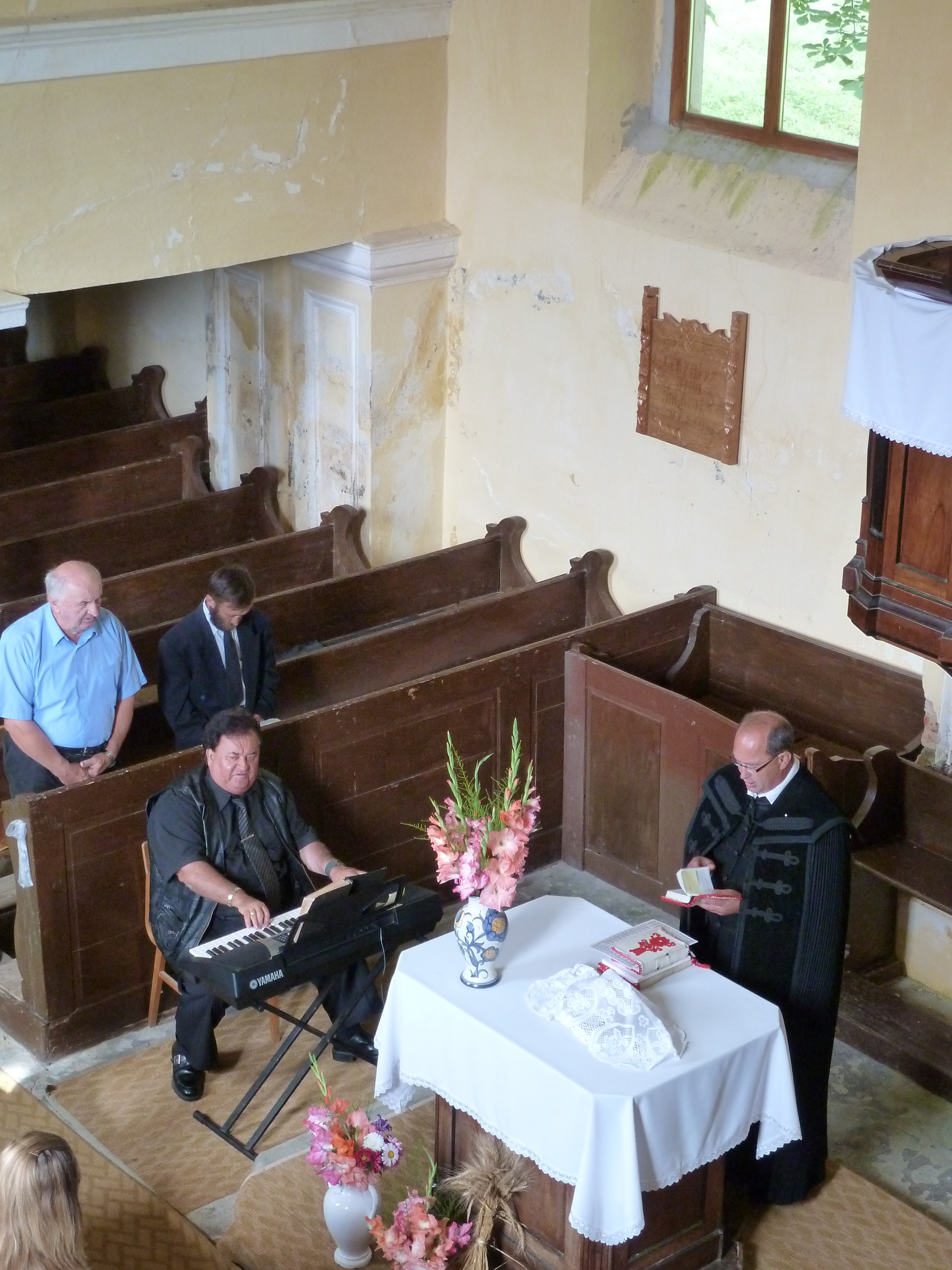
Istentisztelet a református templomban
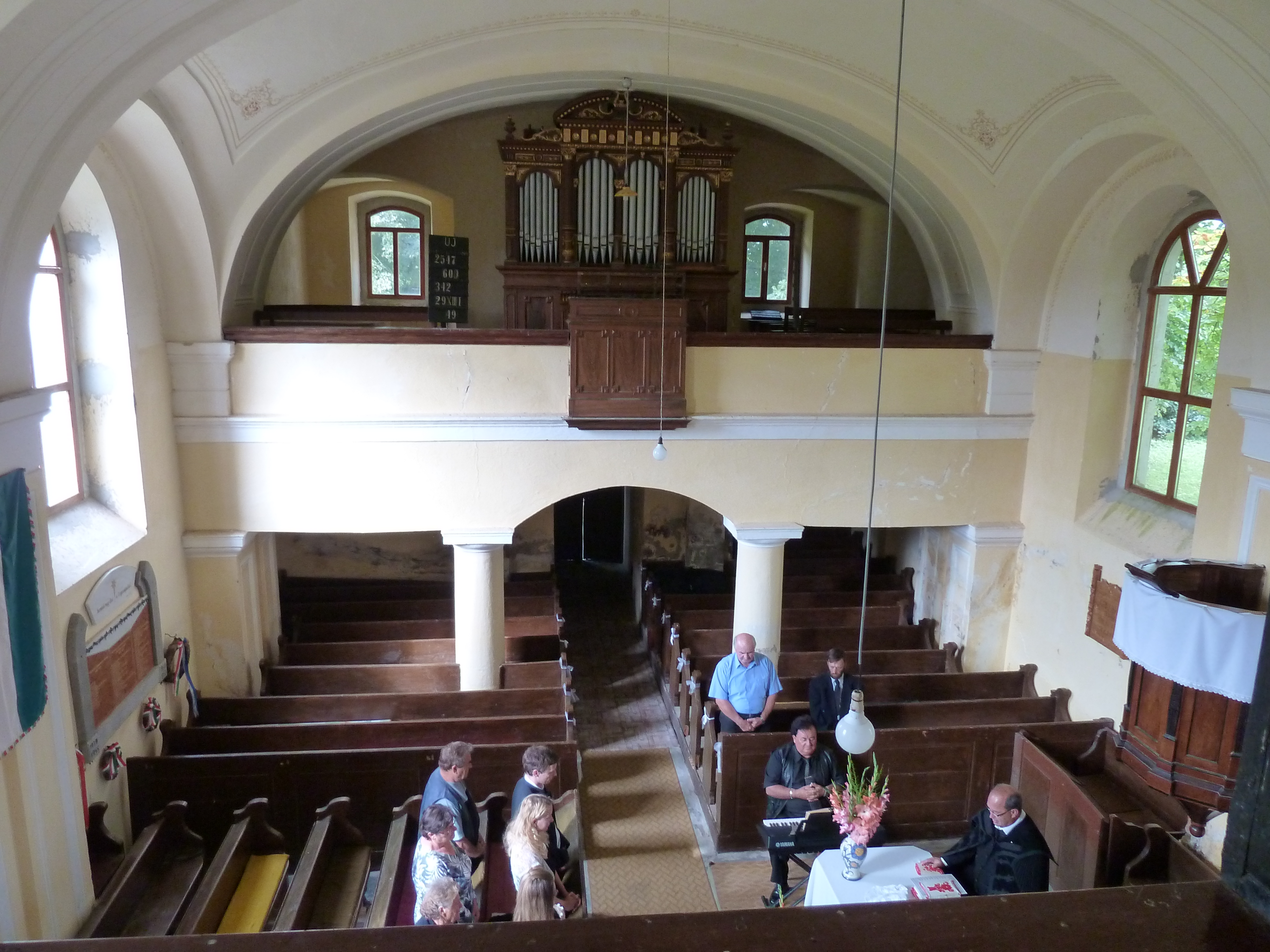
A református templom orgonája

- Páduai Szent Antal katolikus templom

A falu katolikus temploma 1834-ben épült.
- Pusztatemető a Szent Vencel templom romjaival
- Kódisállásos porta (Kerca, 1909)
- 2007-ben a magyar-szlovén határon emlékoszlopot állítottak és körülötte „Hello, szomszéd” emlékparkot alakítottak ki.
- Kerca és Szomoróc határán az emlékoszlopot 2008-ban újraállították, a Tisza István emlékfát újraültetették.

### Szomoróci sökfás temető
A lakott területet elhagyva a szomoróci temetőhöz érkezünk, melynek északi részén még látható néhány „sökfa” (süvegfa – őrségi reformátusoknak állított fejfa). A temető keleti, részén a „millenniumi hársfák” állnak 1896-ból, középen ötven évvel idősebb társuk. 
2010-ben a ráesett hó súlyától az ágai széttörtek, a fa elpusztult.

### Fürge cselle tanösvény
A tanösvény Kercaszomorról indulva a Kerca-patak és környékének élővilágát mutatja be. Hossza 3,2 km; csak gyalogosan járható.
A múlt század 60-as éveiben a patak új medret kapott, élővilága pusztulásnak indult. A meder rehabilitációját 2006-ban kezdték elt. A tanösvény nemcsak közvetlenül a patak, hanem a rétek és az erdők növényzetét és gazdag lepkefaunáját is bemutatja.
A tanösvény állomásai:
1. A Kerca-patak élővilága
2. Bükkös-gyertyános tölgyes
3. Magaskórós
4. A Kerca menti rétek élővilága
5. Cserjések
6. Őshonos és telepített fafajok
7. Meder-rehabilitáció
8. A Kerca menti rétek lepkefaunája
Képek:

### Szomoróczi tanösvény
A tanösvényt bejárva Szomoróc jelenét és múltját tekinthetjük át. A tanösvény Kercaszomor főutcáján halad egy kiágazással a Pusztatemetőhöz és a Szent Vencel templom romjaihoz. A 3 km hosszú tanösvény Kerca és Szomoróc határáról indul; végpontja a falu szélén túl, a szlovén határon van. Autóval, kerékpárral, gyalog egyaránt járható; a Fürge cselle tanösvénnyel kombinálva körtúrára nyújt lehetőséget.
Állomásai:
1. a tanösvényt bemutató, térképes tábla;
2. Kercaszomor, „A legbátrabb község”;
3. a Szent Vencel templom és Szentviszló falu maradványai;
4. református harangláb;
5. tűzoltókocsi;
6. sökfás temető.

Képek:

## Regionális és nemzetközi túraútvonalak a falu határában
A falu határában több nemzetközi gyalogtúra útvonala halad át. Itt vezet a Rockenbauer Pál Dél-dunántúli Kéktúra egyik szakasza is.

### Via Sancti Martini – Szent Márton Út
A Szent Márton Európai Kulturális Útvonal gyalogtúrázók számára kijelölt, Kercaszomort érintő útszakasza: Kerkáskápolna – Magyarföld – Berki-hegy – Haricsa – Szent Vencel-templom – Kercaszomor – országhatár (11 km) – Domonkosfa (Domanjševci), Szent Márton-templom (3 km) – Szerdahely (Središce) – Pártosfalva (Prosenjakovci)(6 km)

### Vasfüggöny turistaút
A Vasfüggöny turistaút (Iron Curtain Trail) kercaszomori szakasza Bajánsenye (Kotormány) felől érkezve a trianoni határ mentén vezet a Kerca patak hídjáig. Onnan a Fürge cselle tanösvényt és a Pusztatemetőt érintve visz tovább Magyarszombatfa felé.

### Rockenbauer Pál Dél-dunántúli Kéktúra
A túra útvonala Bajánsenye felől érkezik a falu határába, a Kis-hegyen át ér el annak belterületére, majd a Pusztatemetőt érintve halad tovább Magyarszombatfa felé.

### Harmóniában a tájjal projekt
A projekt keretében a természetbarát gyepgazdálkodást megismertető interaktív tanösvénytáblákat helyeztek ki az Őrségben és Szlovéniában. A táblák közül kettővel Kercaszomor területén találkozhatunk. A többi tábla helyszíne: Velemér, Szalafő-Felsőszer, Őriszentpéter-Keserűszer, Kondorfa, Bukovnica, Kobilje (2 helyszín), Gibina, Selo, Gornji Petrovci, Dolenci

## Rendezvények
- Kercaszomori Falunapok minden év augusztus második hétvégéjén.
- Communitas Fortissima emlékünnep[21][22]
- Uccu Neki – Fiatalok kezdeményezése, 2019-től minden évben[23]

## Neves személyek
- Sanyaházi Csipán György – az 1700-as évek elején néhány évig itt prédikátor, később – több évtizedig – a Pest megyei Tök község lelkipásztora[24]
- Horváth Ferenc (1842, Szombathely – 1932, Szombathely) 1871 és 1922 között – több, mint ötven éven át – kercai plébános. Az elsők között hívta fel a figyelmet az őrségi régi templomok értékeire. Több újságban is publikált. Elkészítette a Hodos – Kerca – Velemér plébániák történetét, ami kéziratban maradt.
- Hodossy Béla (1864, Kerca – 1943, Sárospatak) 1889-től a Sárospataki Tanítóképző Intézet tanára, 1905 és 1923 között igazgatója. Több református egyházzenei szakkönyv szerzője. Néprajzi és pedagógia tanulmányokat is publikált.
- Rankay József (1899, Visk – 1961, Budapest) katona, jogász. A végeredményét tekintve Szomoróc visszatéréséhez vezető 1920-as megmozdulás katonai vezetője. Később (1945 előtt) katonai jogász volt. Szakkönyvei is megjelentek. Kercaszomor díszpolgára.[25]
- Pataky László (1905, Magyaratád – 1997, Győr) református lelkész, egyháztörténész. 1931 és 1954 között Kercán szolgált, ahol Őrség címmel lapot is adott ki. Sírja a kercai református temetőben van. Jelentősebb őrségi vonatkozású művei: Az Őrség a kercaszomori református egyházközség történetének tükrében – 1990, Az őrségi református egyházmegye története – 1992
- Kapornaky Gyula (1914, Szomoróc – 2001, Szombathely) Az "Őrség költője". Verseskötetei: Vadvirágok Őrség rögén – 1937, Ahogy én írok – 1945, Ének az Őrségről – 1984, Szerelmes dal a szülőföldről – 1996
- Németh Vendel  " Vak Vendel" (Kerkakutas 1873- Kercaszomor 1962) Énekelt, mesét mondott, de nem csak énekelt, hanem a maga módján  gyűjtött is. Repertoárja: archaikus népi imádságok, bibliai történetek, betyárdalok, históriás énekek. Kiss Lajos és Kertész Gyula 1954-ben tucatnyi dalt vettek magnóra. A Zenetudományi Intézet honlapján ezek ma is meghallgathatók.

## További információ
- A Harmóniában a tájjal projekt interaktív tanösvénytáblái